# Rivière Drouin
Pour les articles homonymes, voir Drouin.
La rivière Drouin est un affluent du lac Letondal lequel est traversé vers le sud-est par la rivière Ruban, coulant du côté ouest de la rivière Saint-Maurice, en Haute-Mauricie, en traversant les cantons de Drouin et de Letondal, dans le territoire de La Tuque, dans la région administrative de la Mauricie, au Québec, au Canada.
Ce cours d'eau fait partie du bassin versant de la rivière Saint-Maurice laquelle se déverse à Trois-Rivières sur la rive nord du fleuve Saint-Laurent.
L’activité économique du bassin versant de la rivière Drouin est la foresterie. Le cours de la rivière coule entièrement en zones forestières. La surface de la rivière est généralement gelée du début de décembre jusqu’au début d’avril.

## Géographie
La rivière Drouin prend sa source à l’embouchure du lac Drouin (longueur : 4,0 km ; altitude : 517 m) dans le territoire de La Tuque. Ce lac est formé en la longueur, orienté vers le nord-est, soit vers son embouchure. Il est approvisionné par la décharge des lacs Samson et Italie. Son embouchure est située au nord du lac, soit à 9,2 km au sud-est de la confluence de la rivière Drouin et à 130 km au nord-ouest du centre-ville de La Tuque.
À partir de l’embouchure du lac Drouin, la rivière Drouin coule sur 11,1 km, selon les segments suivants :
- 4,6 km vers l'est dans le canton de Drouin en coupant une route forestière et en traversant trois lacs dont 0,3 km sur le dernier lequel a une altitude de 485 m), jusqu’à son embouchure où un barrage a été aménagé ;
- 1,2 km vers le nord-est, jusqu’à la limite du canton de Letondal ;
- 3,5 km vers le nord-ouest dans le canton de Letondal, jusqu’à la décharge du lac Foster ;
- 5,3 km vers le nord-est en coupant une route forestière, jusqu’à la confluence de la rivière[2].

La rivière Drouin se déverse dans le canton de Letondal, au fond d’une baie sur la rive sud du lac Letondal. À partir de la confluence, le courant s’écoule sur un grès s’étendant jusqu’à 2,9 km vers le nord, soit jusqu’à une île de la partie centrale du lac. Le barrage McCarthy est aménagé à l’embouchure du lac Letondal, soit sur le cours de la rivière Ruban laquelle se déverse dans la rivière Manouane, près de la confluence de cette dernière.
La confluence de la rivière Drouin est située à :
- 44,4 km à l’ouest du centre du village de Weymontachie ;
- 26,3 km au nord-ouest de la baie du Chien du lac Manouane ;
- 128 km au nord-ouest du centre-ville de La Tuque.

## Toponymie
Le toponyme rivière Drouin a été officialisé le 5 décembre 1968 à la Commission de toponymie du Québec.